# フジテックス
株式会社フジテックス（英: FUJITEX Corporation）は、日本の総合商社。

## 沿革
| 昭和53年 | 東京都新宿区においてラミネート機器の販売を開始。 |
| 昭和61年 | 富士テック株式会社設立（資本金500万円） |
| 平成2年  | 資本金を2000万円に増資。 ドイツ製シュレッダーの取り扱いを開始。                                                                                                |
| 平成4年  | ガラスびん破砕装置の取り扱いを開始。 |
| 平成7年  | 高性能ガラス破砕システム・カレットスーパーＧ開発。 資本金を5000万円に増資。 関西本部設立。                                                                     |
| 平成8年  | 資本金を1億円に増資。 |
| 平成9年  | 本社ビル(ＦＥＡＬビル)竣工。 九州本部設立。 外食事業部開設。本社１Fに「ＦＥＡＬ Ｃａｆｅ」１号店をオープン。                                                   |
| 平成10年 | 中部本部設立。 総合物流センター開設。 |
| 平成11年 | 自社オリジナルラミネーター「スーパーラミＥＧ」の 開発及び販売の開始。                                                                                          |
| 平成12年 | ペットボトルリサイクルプラントの販売を開始。 |
| 平成13年 | 廃プラスチックリサイクルシステムの確立。 アドプリント(ＳＰ企画・施工)の取り扱い開始。                                                                          |
| 平成14年 | 廃プラスチックリサイクル用スーパープレスの販売を開始。 北海道本部の設立。                                                                                      |
| 平成15年 | 本社ビル2棟目を竣工。 外食事業部独立（１～３Fまで事業拡大。伊・仏料理店） 情報システム部発足。                                                                 |
| 平成16年 | 各種環境サイトの運営を開始。 新製品開発部門の設立。 |
| 平成17年 | 関西本部新事務所に移転。 |
| 平成18年 | 環境配慮型販促ツールの取り扱いを開始。 健康事業部設立。 健康関連食品の企画開発、OEM供給開始。 ドイツ環境市場の視察。 新社名「フジテックス」3事業部体制の開始。 |
| 平成20年 | 東北本部の設立。 ドイツ・シュタイネルト社、イタリア・MG社と取引開始。 ベトナムなど海外市場調査の強化。                                                         |
| 平成21年 | 教育事業部（早稲田社会教育センター）を開始。 |
| 平成23年 | 中四国本部の設立。 創業25周年を記念し、VIを実施（会社ロゴの変更）                                                                                              |
| 平成24年 | 人材事業を開始。 |
| 平成27年 | 物流事業部、エネルギー事業部を開始。 北陸本部の設立。 |
| 平成28年 | 東京本社新事務所へ移転。 |
| 平成30年 | 関西本部新事務所へ移転。 |